# Драмменсэльва
Драмменсэльва (норв. Drammenselva) — река в норвежской губернии Бускеруд, в юго-восточной части Норвегии. Это одна из крупнейших рек в стране, площадь бассейна составляет около 17 000 км². Длина 48 км. Берёт своё начало от озера Тюрифьорд, устье расположено в центре города Драммен.
На протяжении веков Драмменсельва использовалась как место для обучения плотогону, транспортировки древесины для многих бумажных фабрик и размещения других отраслей промышленности. Такая деятельность привела к тому, что в XX веке вода в реке была сильно загрязнена. Однако большинство бумажных фабрик закрылись в 1960-е — 1970-е годы, на сегодняшний день Драмменсельва чистая и безопасная.
В нынешнее время река используется в рекреационных целях, она известна как место для рыбалки на лосося.